# La llegenda del DJ Frankie Wilde
La llegenda del DJ Frankie Wilde  (títol original: It's All Gone Pete Tong) és una pel·lícula britànico-canadenca estrenada l'any 2004. Ha estat doblada al català.

## Argument
Frankie Wilde és una comèdia dramàtica que segueix la història del DJ Frankie Wilde. A Eivissa, com a tot el món, Frankie Wilde és reconegut per ser un DJ superdotat, i el seu talent fa delirar la multitud en cadascuna de les seves actuacions.
Víctima del seu èxit, s'enfonsa desgraciadament en la droga i comença a apartar-se a poc a poc de la realitat. Tota la seva vida acaba esfondrant-se quan descobreix que la seva oïda falla perillosament, i ràpidament es queda completament sord.
Frankie s'aïlla totalment del món exterior i comença a rendir-se, fins al dia que decideix afrontar el seu handicap.
A força de perseverança, aprèn a sentir els sons, i arriba finalment a retrobar la seva passió, i la seva tornada com a DJ sord té un immens èxit. Però Frankie ha canviat de vida i decideix desaparèixer per a no enfonsar-se de nou a la vida que portava abans.
El film denuncia la droga i el màrqueting abusiu que han contaminat el món del clubbing i del djing.

## Repartiment
- Paul Kaye: Frankie Wilde
- Beatriz Batarda: Penelope Garcia
- Kate Magowan: Sonja Slowinski
- Dan Antopolski: Eric Banning
- Mike Wilmot: Max Haggar
- Neil Maskell: Jack Stoddart
- Pete Tong: ell mateix
- Paul Spence: Alfonse
- David Lawrence: Horst
- Carl Cox: ell mateix
- Paul Van Dyk: ell mateix
- Charlie Chester: ell mateix
- Tiësto: ell mateix

## Premis i nominacions
- 2006: Premi Génie al millor film: Canada
- 2006: Vancouver Film Critics Circle
- 2005: Premi Canadian Comedy
- 2005: Premi Leo
- 2005: U.S. Comedy Arts Festival
- 2005: Gen Art Film Festival: Michael Dowse
- 2005: Premis British Independent Film (nominat)